# 塞梅尼夫卡区

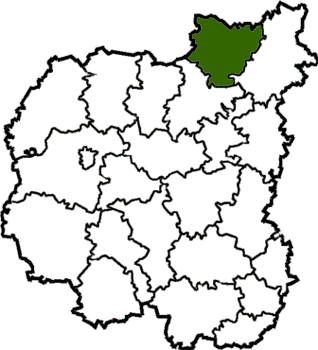
塞梅尼夫卡区在切尔尼希夫州的位置

塞梅尼夫卡区（烏克蘭語：Семенівський район），又按俄语名译为謝苗諾夫卡區（俄语：Семёновский район），曾是烏克蘭北部切尔尼希夫州的一個區。行政中心設於塞梅尼夫卡，面積1,470平方公里，2013年人口18,717，人口密度每平方公里12.73人。
2020年7月18日作为乌克兰行政区划改革的一部分，切尔尼希夫州的区份数量减至5个，塞梅尼夫卡区被撤销。塞梅尼夫卡区的范围并入诺夫霍罗德-锡韦尔斯基区。